# Petre Rădulescu
Petre Rădulescu (* 1. Juli 1915 in Bukarest; † 10. September 1980) war ein rumänischer Fußballspieler. Er bestritt insgesamt 114 Spiele in der Divizia A. In den Jahren 1937, 1938, 1939, 1940 und 1941 gewann der Torwart mit Rapid Bukarest den rumänischen Pokal.

## Karriere
Rădulescu begann mit dem Fußballspielen bei Unirea Tricolor Bukarest. Dort kam er im Jahr 1932 in die erste Mannschaft, die seinerzeit in der ersten rumänischen Liga, der Divizia A, spielte. Kam er im ersten Jahr lediglich auf zwei Einsätze, wurde er in der Saison 1933/34 zur Nummer eins im Tor. Mit seinem Team verpasste er als Zweitplatzierter der Staffel 2 die Qualifikation für das Endspiel. Anschließend rutschte der Klub in die hinteren Tabellenregionen ab und Rădulescu wechselte im Jahr 1936 zu Rapid Bukarest. Dort gewann er mit dem Pokalsieg 1937 seinen ersten Titel. In der Spielzeit 1937/38 kam er nur noch in der Hälfte der Spiele zum Einsatz und musste Ioan Negru den Vortritt lassen. Das Team gewann seine Gruppe und unterlag erst im Endspiel um die Meisterschaft Ripensia Timișoara. Den Pokalsieg konnte er mit seiner Mannschaft insgesamt fünfmal erringen. In der Saison 1940/41 kam er nur noch fünfmal zum Einsatz, der meist Róbert Szádowsky vorgezogen wurde. Er verließ den Klub am Saisonende. In der Saison 1942/43 spielte er noch einmal für Venus Bukarest, ehe er seine Laufbahn beendete.

## Nationalmannschaft
Rădulescu kam einmal in der rumänischen Nationalmannschaft zum Einsatz. Bei der 1:7-Niederlage gegen Schweden am 1. September 1935 wurde er in der 84. Minute für Cornel Bugariu eingewechselt.

## Erfolge
- Rumänischer Pokalsieger: 1937, 1938, 1939, 1940, 1941